# Phyllidia elegans
La fillidia elegante (Phyllidia elegans Bergh,1869)  è un mollusco nudibranchio appartenente alla famiglia Phyllidiidae.

## Descrizione
Corpo colore grigio-rosa, talvolta azzurro, tubercoli bianchi o alcuni gialli, linee nere lungo il corpo. Rinofori gialli, nessun ciuffo delle branchie. Fino a 5 centimetri.

## Distribuzione e habitat
Indo-Pacifico occidentale, Mar Rosso.